# Erika Zavaleta
Erika Zavaleta est une professeure américaine d'écologie et de biologie évolutive à l'université de Californie à Santa Cruz. Elle est reconnue pour ses recherches axées sur des sujets tels que l'écologie des communautés végétales, les pratiques en matière de conservation des écosystèmes terrestres et les impacts de la dynamique des communautés sur le fonctionnement des écosystèmes.

## Jeunesse et éducation
Erika Zavaleta naît à New York. Son père, originaire de Bolivie, et sa mère, originaire d'Inde, ont émigré aux États-Unis pour leurs études. Zavaleta joue beaucoup à l'extérieur dès son plus jeune âge, ce qui contribue à son intérêt précoce pour la science. Elle obtient un baccalauréat et une maîtrise en anthropologie à l'Université Stanford. Son mémoire est consacré à l'étude de l'évolution de la conservation de l'avifaune aquatique dans le delta du Yukon-Kuskokwim avec pour conseillers William Durham et Donald Kennedy. Elle obtient son doctorat dans la même université, dans le département de biologie. Ses directeurs de thèse sont Hal Mooney et Chris Field. Sa thèse porte sur la diversité de la flore et le fonctionnement de l'écosystème d'une prairie californienne, sous l'influence des changements climatiques et atmosphériques.[réf. nécessaire]

## Carrière et recherche
Zavaleta est professeur agrégé d'écologie et de biologie évolutive à l'université de Californie à Santa Cruz (UCSC). Elle est également directrice du programme Doris-Duke Conservation Scholars de cette université. Ce programme a pour objet de préparer un groupe d'étudiants de premier cycle à assumer des responsabilités en matière de préservation de l'environnement,. En 2018, elle fonde et assure la direction à l'UNSC, du Center to Advance Mentored, Inquiry-Based Opportunities (CAMINO), destiné à promouvoir des expériences participatives et accessibles dans le domaine de la recherche et à fournir des ressources et un accompagnement aux étudiants intéressés par les domaines de l'écologie et de la protection de l'environnement.
De 2001 à 2003, elle est chargée de recherche au David H. Smith Nature Conservancy.
Zavaleta est connue pour ses recherches sur les changements affectant l'environnement aux échelles mondiale et régionale, sur l'écologie et la biodiversité, les fonctions des écosystèmes et les pratiques en matière de protection de l'environnement. Ses projets visent à comprendre comment les changements climatiques mondiaux affectent les écosystèmes terrestres, à analyser la gestion des écosystèmes et les pratiques de conservation efficaces en réponse au changement climatique, à étudier les conséquences de la perte de la biodiversité.
Elle conçoit et anime un MOOC programmé sur une durée de cinq semaines, consacré aux écosystèmes de Californie.[réf. nécessaire]

## Récompenses et honneurs
- 2008 : Sustainability Science Award de la Société américaine d'écologie, en sa qualité de co-auteur du document Policy strategies to address sustainability of Alaskan boreal forests in response to a directionally changing climate[10].
- 2017 : Commonwealth Club of California 86th Annual California Book Awards Gold Metal dans la catégorie « Contribution à l'édition », attribué conjointement avec Harold Mooney pour le manuel Ecosystems of California[11].
- 2017 : American Publishers 'Association Award, Excellence in Physical Sciences and Mathematics dans la catégorie « sciences environnementales », attribué conjointement avec Harold Mooney pour le manuel Ecosystems of California, décrit comme « un travail universitaire exceptionnel »[12].
- 2017 : Professeur de l'Institut de médecine Howard Hughes[13]. Cette nomination reconnaît l'implication des étudiants dans le champ de la recherche sous son impulsion et s'accompagne d'un financement pour des programmes visant à accroître l'accès à la science[14].
- 2018 : Bourse de la Société américaine d'écologie pour ses contributions à la recherche et à l'enseignement dans son domaine[8].

## Publications
Erika Zavaleta publie de nombreux travaux, dont plus de 68 articles de revues évalués par des pairs, un livre, quatorze chapitres de livres et quatre rapports spécifiques non académiques en 2017, dont :[réf. nécessaire]
- (en) F. Stuart Chapin III, Erika Zavaleta, Valerie T. Eviner, Rosamond L. Naylor, Peter M. Vitouesk, Osvaldo E. Sala, Heather L. Reynolds, David U. Hooper, Michelle C. Mack, Sandra E. Diaz, Sarah E. Hobbie et Sandra Lavorel, « Consequences of changing biodiversity », Nature, no 405,‎ 2000, p. 234–242.
- (en) Erika Zavaleta, R. Hobbs et Harold Mooney, « Viewing invasive species removal in a whole-ecosystem context », Trends in Ecology and Evolution, vol. 16, no 8,‎ 2001, p. 454–459 (ISSN 0169-5347, DOI 10.1016/S0169-5347(01)02194-2).
- (en) Forest Isbell, Vincent Calcagno, Andy Hector, John Connolly, W. Stanley Harpole, Peter B. Reich, Michael Scherer-Lorenzen, Bernhard Schmid, David Tilman, Jasper van Ruijven, Alexandra Weigelt, Brian J. Wilsey, Erika Zavaleta et Michel Loreau, « High plant diversity is needed to maintain ecosystem services », Nature, no 477,‎ 10 août 2011, p. 199–202 (ISSN 0028-0836, PMID 21832994, DOI 10.1038/nature10282, Bibcode 2011Natur.477..199I, hdl 11299/176833, lire en ligne).
- (en) M. Rebecca Shaw, Erika Zavaleta, Nona R. Chiariello, Elsa E. Cleland, Harold Mooney et Christopher B. Field, « Grassland Responses to Global Environmental Changes Suppressed by Elevated CO2 », Science, no 298,‎ 2002, p. 1987–1990 (ISSN 0036-8075, PMID 12471257, DOI 10.1126/science.1075312, CiteSeerx 10.1.1.126.9944, lire en ligne).
- (en) Shahid Naeem, J. Emmett Duffy et Erika Zavaleta, « The functions of biological diversity in an age of extinction », Science, vol. 336, no 6087,‎ 2012, p. 1401–1406 (ISSN 0036-8075, PMID 22700920, DOI 10.1126/science.1215855, Bibcode 2012Sci...336.1401N, lire en ligne).
- (en) Holly P. Jones, Bernie R. Tershy, Erika Zavaleta, Donald A. Croll, Bradford S. Keitt, Myra E. Finklestein et Gregg R. Howald, « Review of the global severity of the effects of invasive rats on seabirds », Conservation Biology, vol. 22,‎ février 2008, p. 16-26 (ISSN 0888-8892, PMID 18254849, DOI 10.1111/j.1523-1739.2007.00859.x).
- (en) Jennifer L. Funk, Elsa E. Cleland, Katherine N. Suding et Erika Zavaleta, « Restoration through reassembly : Plant traits and invasion resistance », Trends in Ecology and Evolution, vol. 23, no 12,‎ 1er décembre 2008, p. 695–703 (ISSN 0169-5347, PMID 18951652, DOI 10.1016/j.tree.2008.07.013).
- Erika Zavaleta et Kristin B. Hulvey, « Realistic Species Losses Disproportionately Reduce Grassland Resistance to Biological Invaders », Science, vol. 306, no 5699,‎ 12 novembre 2004, p. 1175–1177 (ISSN 0036-8075, PMID 15539600, DOI 10.1126/science.1102643, Bibcode 2004Sci...306.1175Z).
- (en) David Lindenmeyer, Richard Hobbs, Rebecca Montague-Drake, Jason Alexandra, Andrew Bennett, Mark Burgman, Peter Cale, Aram Calhoun, Viki Cramer,  Peter Cullen, Don Driscoll, Lenore Fahrig, Joern Fischer, Jerry Franklin, Yrjo Haila, Malcolm Hunter, Philip Gibbons, Sam Lake, Gary Luck, Chris MacGregor, Sue McIntyre, Ralph Mac Nally, Adrian Manning, James Miller, Hal Mooney, Reed Noss, Hugh Possingham, Denis Saunders, Fiona Schmiegelow, Michael Scott, Dan Simberloff, Tom Sisk, Gary Tabor, Brian Walker, John Wiens, John Woinarski et Erika Zavaleta, « A Checklist for Ecological Management of Landscapes for Conservation », Ecology Letters, no 11,‎ 2008, p. 071010211025003–– (ISSN 1461-023X, PMID 17927771, DOI 10.1111/j.1461-0248.2007.01114.x, lire en ligne).

## Vie privée
Erika Zavaleta a quatre enfants avec son époux Bernie. La famille partage son temps entre Telluride, dans le Colorado, et la Californie.[réf. nécessaire]